# شهرستان شیان
شهرستان شیان (به لاتین: Xian County) یک شهرستان‌های جمهوری خلق چین در چین است که در کانگجو واقع شده‌است.